# トレス・ビルヘネス山
トレス・ビルヘネス山（トレス・ビルヘネスさん、スペイン語: Volcán Las Tres Vírgenes）はメキシコ北西部のバハ・カリフォルニア半島にある、バハ・カリフォルニア・スル州ムレヘーに位置する複合火山である。 それは3つの火山で成り立ち北東から南西へ並んでおり、北東から一番古いエル・ビエホ（El Viejo）、中央のエル・アスフレ（El Azufre）、そして南西にある一番新しいエル・ビルヘン（El Virgen）である。
3つの火山の中で最も際立つエル・ビルヘンは、トレス・ビルヘネス山として一般に知られている。

## 噴火の歴史
複合火山での最後の噴火はエル・ビルヘンであったが、その年代が討議されている。イエズス会の宣教師でクロアチア人のフェルディナント・コンシチャクによって描かれた地図には1746年の噴火への参照が含まれている。しかし、放射分析年代測定では年代が合致しない。火山性堆積物の中で見つかった木炭の断片は、今から約6515年前のものと年代を特定された。実際の噴火より新しくなければならない玄武岩質溶岩流は、今より約24000年前と特定されている。エル・ビルヘンで採取したテフラの断片を年代測定した結果とも一致し、エル・ビルヘンは約36000年前に噴火したと考えられる。　